# فابيان فاغنر
فابيان فاغنر (بالألمانية: Fabian Wagner)‏ هو مصور سينمائي ومشغل كاميرا ألماني، ولد في 25 أبريل 1978 في ميونخ في ألمانيا.

## وصلات خارجية
- فابيان فاغنر على موقع IMDb (الإنجليزية)
- فابيان فاغنر على موقع ألو سيني (الفرنسية)
- فابيان فاغنر على موقع أول موفي (الإنجليزية)
- فابيان فاغنر على موقع قاعدة بيانات الفيلم (الإنجليزية)
- فابيان فاغنر على موقع كينوبويسك (الروسية)